# 愛しただけよ
『愛しただけよ』（あいしただけよ）は、柏原芳恵の31枚目のシングル。1988年12月4日にEASTWORLD/東芝EMIから発売された

## 概要
表題曲の作詞作曲は、西郷輝彦「星のフラメンコ」、マイク真木「バラが咲いた」、島倉千代子「人生いろいろ」など数多くのヒット曲で知られるシンガーソングライター浜口庫之助が手掛けたもの。柏原への提供は本シングルのみとなっている（B面曲は作曲のみで、作詞は中山大三郎）。

## 収録曲
1. 愛しただけよ（4:21）
作詞・作曲：浜口庫之助 / 編曲：竜崎孝路
2. ゆめいろクラブ（4:16）
作詞：中山大三郎 / 作曲：浜口庫之助 / 編曲：鷺巣詩郎